# Чёрное Рождество (фильм, 2019)
«Чёрное Рождество» (англ. Black Christmas) — американский слэшер 2019 года режиссёра Софии Такал, второй по счёту ремейк одноимённой картины. Сценарий фильма написали Такал и Эйприл Вульф.
Фильм был запущен в производство в июне 2019 года, когда Джейсон Блум объявил, что займётся продюсированием нового ремейка классического слэшера 1974 года. Съёмки начались вскоре после этого в Новой Зеландии и продолжались в течение 27 дней.
Премьерный показ состоялся 11 декабря 2019 года во Франции. В США картина вышла в прокат 13 декабря 2019 года. В России фильм вышел  19 декабря 2019 года.

## Сюжет
Поздно вечером по пути из общежития домой на Линдси, студентку колледжа Хоторн, нападают трое человек в масках и балахонах, и убивают её. Тем временем все остальные ученики готовятся к рождественским каникулами. Райли Стоун, ученица из сестринства Мю Каппа Эпсилон (МКЭ), всё ещё не может полностью оправиться после того, как президент братства Дельта Каппа Омикрон (ДКО) Брайан Хантли опоил и изнасиловал её. Несмотря на то, что большинство не поверило её рассказу, Брайану было предписано покинуть учебное заведение. Её подруги Крис, Марти, Джесси и Хелена принимают участие в женском конкурсе талантов, организованном ДКО, со своим танцем под руководством Райли. В то же время Крис навлекает на себя недовольство братства петициями, требующими сначала убрать из главного фойе колледжа бюст его основателя Кэлвина Хоторна, женоненавистника и рабовладельца, а затем и уволить преподавателя литературы профессора Гелсона за систематические отказы включать в программу работы авторов-женщин. Во время работы в кафе Райли узнаёт, что Брайан вернётся в город, чтобы увидеть конкурс, а также знакомится с Лэндоном, дружелюбным студентом из братства, оказывающим ей знаки внимания.
Девушки приходят в здание ДКО, где Райли мельком за закрытыми дверьми видит некий ритуал посвящения новичков в братство, включающий в себя странную чёрную липкую жидкость, сочащуюся из бюста основателя. Также она находит подвыпившую Хелену, которую один из студентов склоняет к сексу против её воли. Райли мешает этому и отправляет подругу домой. Райли занимает её место в конкурсе и, увидев в толпе Брайана во время танца, исполняет вместе с подругами песню, обличающую культуру насилия в братстве, а заодно и обвиняет Брайана в преступлении прямо со сцены. Приободрённые девушки покидают здание, а Райли дружится с Лэндоном. В это время добравшуюся до общежития Хелену похищает человек в маске. На следующий день девушки начинают получать сообщения с угрозами, отправленные с аккаунта якобы Кэлвина Хоторна. Пока сёстры были в отъезде за рождественской ёлкой, их собиравшуюся домой подругу Фрэн душат гирляндой, а тело оставляют на балконе. Обеспокоенная звонком от родителей Хелены, к которым девушка должна была уже приехать, Райли обращается в охрану кампуса, но сталкивается с равнодушием и предположением, что Хелена попросту сбежала со своим парнем. После разговора у здания братства с профессором Гелсоном, обронившим бумаги, в которых записаны имена девушек из всех сестринств, Райли возвращается домой.
Тем же вечером Марти ругается со своим парнем Нейтом по поводу вчерашних танцев и последовавших за ними письмами, после чего выгоняет его из общежития, а Райли ссорится с Крис из-за того, что та загрузила видео с танцем в сеть, поскольку опасается реакции. Джесси идёт искать гирлянды на чердаке, где её убивает карауливший человек в маске. Девушки вновь получают те же сообщения, что и утром, и после этого на них нападает убийца с луком и стрелами, который ранит Марти. Сёстры запираются в кладовой, а Райли уходит искать свой телефон, чтобы позвать на помощь. Крис отправляется на чердак, чтобы предупредить Джесси, но лишь находит её тело, усаженное в кресло и обмотанное гирляндами. Нейт возвращается, чтобы извиниться перед Марти, но его незамедлительно убивают на глазах у Райли, а она в свою очередь всаживает ключи от его машины в шею убийце. Она воссоединяется с Крис и Марти, и последнюю смертельно ранят топором. Сумев отбиться от ещё пары преследователей, Райли и Крис обнаруживают, что под масками скрыты члены братства ДКО, а вместо крови у них — чёрная липкая жидкость.
Девушки сбегают на машине Нейта, и Райли предполагает, что к убийствам может быть причастен Кэлвин Хоторн, известный также своим пристрастием к чёрной магии. Крис отмахивается от этой теории и предлагает обратиться в полицию, но Райли настаивает на том, чтобы ворваться в здание братства и дать отпор. Не найдя поддержки, она решает идти туда в одиночку, но по пути встречает Лэндона, предлагающего свою помощь. Крис же прибывает к дому сестринства Линдси, которое навлекло на себя гнев ДКО за отказ в участии в конкурсе, и видит, что там девушки также всеми силами отражают нападение культистов. Райли и Лэндон приходят к зданию братства, и Лэндон врывается, сея хаос для привлечения внимания, но его окружают культисты, предлагающие ему присоединиться к ним. Райли вновь видит исторгающий слизь бюст Хоторна и находит связанную Хелену. Пытаясь развязать девушку, Райли получает удар по голове и теряет сознание.
Девушка приходит в себя связанная последи холла, где собрались члены братства с профессором Гелсоном во главе, зомбированный Лэндон, а также Хелена, которая всё это время тайно сотрудничала с братством и крала для него по одной вещи каждой сестры, чтобы девушек было проще выследить. Гелсон объясняет Райли, что после переноса бюста основателя в дом братства были обнаружены не только его особенные свойства, но и указания самого Хоторна на тот случай, если женщины перестанут подчиняться и выполнять свои изначальные функции. Чёрная жидкость позволяет духу основателя овладевать телами мужчин, давать им силы и выслеживать непокорных девушек. Один из культистов убивает Хелену несмотря на её покорность и готовность быть "нормальной женщиной". Видя это, Райли для вида соглашается преклониться, но сама пытается бороться и атаковать Брайана. В этот момент врывается Крис вместе с выжившими девушками, после чего начинается бойня. Поваленная на пол Брайаном Райли превозмогает и убивает его, после чего хватает бюст Хоторна и, несмотря на мольбы профессора Гелсона, разбивает его, лишая мужчин сил. Крис поджигает Гелсона, и все девушки вместе с очнувшимся Лэндоном выбегают из охваченного огнём здания, предварительно заперев парней внутри. Райли смотрит на горящий дом с новообретённой храбростью.
В сцене посреди титров кошка Клодетт, питомец сестринства МКЭ, слизывает с пола чёрную слизь, оставшуюся от одного из нападавших.

## В ролях
| Актёр             | Роль                  |
| ----------------- | --------------------- |
| Имоджен Путс      | Райли Стоун           |
| Ализ Шэннон       | Крис Уотерсон         |
| Лили Донохью      | Марти Кулидж          |
| Бриттани О'Грэйди | Джесси Болтон-Синклер |
| Калеб Эберхардт   | Лэндон                |
| Кэри Элвес        | профессор Гелсон      |
| Мадлен Адамс      | Хелена Риттенхаус     |
| Бен Блэк          | Фил МакИллэни         |
| Саймон Мид        | Нэйт                  |
| Натали Моррис     | Фрэн Абрамс           |
| Зои Робинс        | Уна                   |
| Райан МакИнтайр   | Брайан Хантли         |
| Люси Карри        | Линдси Хелман         |

## Создание
В феврале 2019 года Blumhouse предложила Софии Такал, которая ранее сотрудничала с компанией, сняв полнометражный эпизод сериала-антологии «Навстречу тьме», написать сценарий и срежиссировать новый ремейк культового канадского фильма ужасов «Чёрное Рождество». Тогда же ей и объявили, что в декабре фильм уже должен выйти в прокат. В апреле того же года Такал позвала Эйприл Вульф, которая занималась записью подкастов и никогда ранее не работала со студийными фильмами, для помощи в написании сценария. Обе отмечали, что производство было в постоянной спешке — Такал сообщили о том, что проекту дан зелёный свет, когда она уже ехала в аэропорт на рейс до Новой Зеландии для начала пре-продакшна.

## Производство
Съёмки фильма начались в Новой Зеландии 23 июня 2019 года в окрестностях городов Данидин и Оамару, и закончились 31 июля. В качестве основной локации был выбран Университет Отаго.

## Прокат

### Маркетинг
Первый трейлер фильма был выпущен 5 сентября 2019 года. В ноябре было объявлено, что фильму будет присвоен рейтинг PG-13, что спровоцировано недовольство поклонников жанра. Сценаристка Эйприл Вульф обосновала подобное решение желанием расширить потенциальную аудиторию, чтобы у юных девушек была возможность увидеть кино, поднимающее актуальные темы.

### Сборы
Аналитики прогнозировали, что «Чёрное Рождество» соберёт около $10–12 млн в свой первый уик-энд, однако фильм не заработал и половины от этой суммы — лишь $4,2 млн с 2625 кинотеатров. По состоянию на 9 января 2020 года, картина собрала в общей сложности $18,5 млн, из них $10,4 млн приходятся на США и Канаду.

## Критика
Картина получила преимущественно негативные отзывы от иностранных обозревателей. В частности, кинокритик Entertainment Weekly Ли Гринблатт назвала сценарий «бессмысленным», а Эд Поттон из The Times указал на «нелепое сверхъестественное развитие событий» и назвал разоблачение злодеев «наименее драматичным в истории кино». На агрегаторе рецензий Rotten Tomatoes фильм имеет рейтинг 38 % «свежести», основанный на 104 рецензиях. Консенсус сайта отмечает, что хоть новая версия и лучше представленной в 2006 году, но по большей части демонстрирует схожее низкое качество. На Metacritic, в свою очередь, фильм получил 49 баллов из 100, что говорит о «средних оценках». Согласно проведённому CinemaScore опросу посетителей кинотеатров, зрители поставили фильму оценку D+ по шкале от A+ до F.